# Native Tongue
Albums de Poison
Swallow this Live
(1991) Poison's Greatest Hits: 1986-1996
(1996)
Singles
1. Stand
Sortie : 4 janvier 1993
2. Until You Suffer Some (Fire and Ice)
Sortie : 28 mars 1993
3. Body Talk
Sortie : mai 1993

Native Tongue est le 4e album studio du groupe de glam rock américain, Poison. Il est sorti le 8 février 1993 sur le label Capitol Records et a été produit par Richie Zito.

## Historique
Enregistré en Californie en 1992, il est l'unique album du groupe avec le guitariste Richie Kotzen. Celui-ci remplace C.C. DeVille, viré du groupe pour ses problèmes d'addiction aux drogues et à l'alcool, et apporte une note plus bluesy, voir funky à cet album.
L 'album reçoit de bonnes critiques mais le public suit moins et l'album se vendra beaucoup moins bien que ses prédécesseurs. Néanmoins il obtiendra un disque d'or aux États-Unis et se classera à la 16e place du Billboard 200.
Lors de la tournée promotionnelle, Richie Kotzen sera lui aussi viré à la suite d'une sombre histoire de tromperie avec la fiancée du batteur Rikki Rockett et remplacé par Blues Saraceno.
Cet album comprend de nombreux musiciens additionnels et sera dédié à Scotty Ross (tour manager de Van Halen) et plus ironiquement à C.C. DeVille pour huit années de collaboration et pour qu'il retrouve santé et joie de vivre.
Il faudra attendre jusqu'en 2000 et Crack a Smile...and More pour entendre un nouvel album studio de Poison.

## Liste des titres
- Tous les titres sont signés par le groupe.

| No  | Titre                           | invité(e)s                                | Durée |
| --- | ------------------------------- | ----------------------------------------- | ----- |
| 1.  | Native Tongue                   | Sheila E.                                 | 1:01  |
| 2.  | The scream                      | Sheila E.                                 | 3:49  |
| 3.  | Stand                           | Jai Winding, The AME Church Choir         | 5:15  |
| 4.  | Stay Alive                      |                                           | 4:23  |
| 5.  | Until You Suffer (Fire and Ice) | Mike Finnegan                             | 4:14  |
| 6.  | Body Talk                       |                                           | 4:01  |
| 7.  | Bring It Home                   |                                           | 3:55  |
| 8.  | 7 Days Over You                 | Billy Powell, Tower of Power Horn section | 4:13  |
| 9.  | Richie's Acoustic Thang         |                                           | 0:56  |
| 10. | Ain't That the Truth            |                                           | 3:25  |
| 11. | Theatre of the Soul             | Jai Winding                               |       |
| 12. | Strike Up the Band              |                                           | 4:15  |
| 13. | Ride Child Ride                 |                                           | 3:53  |
| 14. | Blind Faith                     |                                           | 3:32  |
| 15. | Bastard Son of a Thousand Blues | Billy Powell                              | 4:57  |

## Musiciens du groupe
- Bret Michaels : chant, guitare rythmique et acoustique, harmonica.
- Richie Kotzen : guitare solo, rythmique et acoustique, mandoline, dobro, piano, chœurs.
- Bobby Dall : basse, chœurs.
- Rikki Rockett : batterie, percussions, chœurs.

## Musiciens additionnels
- Jai Winding : piano.
- Billy Powell : piano.
- Tower of Power Horn Section : cuivres.
- Sheila E. : timbales, congas.
- Mike Finnegan : orgue.
- Tommy Funderbuck, Timothy B. Schmit : chœurs.
- First AME Church Choir : chœurs.

## Charts et certifications

### Album
| Pays        | Durée du classement | Meilleur classement | Date            |
| ----------- | ------------------- | ------------------- | --------------- |
| Allemagne   | 9 semaines          | 60e                 | 15 mars 1993    |
| Autriche    | 1 semaine           | 39e                 | 11 avril 1993   |
| Canada      | 10 semaines         | 26e                 | 13 mars 1980    |
| États-Unis  | 13 semaines         | 16e                 | 6 mars 1993     |
| Pays-Bas    | 5 semaines          | 54e                 | 13 mars 1993    |
| Royaume-Uni | 3 semaines          | 20e                 | 6 mars 1993     |
| Suède       | 1 semaine           | 39e                 | 24 février 1993 |
| Suisse      | 5 semaines          | 24e                 | 7 mars 1993     |

| Pays       | Certification | Ventes    | Date             |
| ---------- | ------------- | --------- | ---------------- |
| Canada     | Platine       | 100 000 + | 7 septembre 1993 |
| États-Unis | Or            | 500 000 + | 21 avril 1993    |

### Singles
| Single                | Chart                  | Durée du classement | Position | Date            |
| --------------------- | ---------------------- | ------------------- | -------- | --------------- |
| Stand                 | Hot 100                | 10 semaines         | 50e      | 13 mars 1993    |
| Stand                 | Mainstream Rock Tracks | 7 semaines          | 15e      | 13 février 1993 |
| Stand                 | RPM Top Singles        | 11 semaines         | 15e      | 6 mars 1993     |
| Stand                 | UK Singles Chart       | 3 semaines          | 25e      | 13 février 1993 |
| Stand                 | Schweizer Hitparade    | 2 semaines          | 39e      | 7 février 1993  |
| Until You Suffer Some | Bubbling Under Hot 100 | 4 semaines          | 4e       | 5 juin 1993     |
| Until You Suffer Some | UK Singles Chart       | 3 semaines          | 32e      | 24 avril 1993   |